# Lilli Kann
Lilli Hertha Kann, nota anche con lo pseudonimo di Lily Kann (Peitz, 20 ottobre 1893 – Horsham, 2 novembre 1978), è stata un'attrice tedesca naturalizzata britannica che ha lavorato perlopiù in film britannici.

## Biografia
Originaria della foresta della Sprea, ricevette la sua formazione artistica alla Konzerthaus di Berlino e a 17 anni diede inizio alla sua carriera sul palcoscenico. Successivamente la giovane artista entrò in scena nelle sedi di Lubecca, Düsseldorf, Darmstadt, Francoforte sul Meno, Berlino e per ultimo (1931-33) alla Neuen Schauspielhaus di Königsberg nella Prussia Orientale.
Nel 1933, con il Machtübernahme (“presa di potere”) dei nazionalsocialisti, Lilli Kann venne esclusa dalla vita culturale tedesca in quanto ebrea e in seguito a ciò aderì alla Federazione Culturale Ebrea Tedesca (Kulturbund Deutscher Juden) a Berlino e Rhein/Ruhr. Nel 1939, l’ultimo anno di pace, l’artista volò in Inghilterra, dove per prima cosa trovò lavoro a teatro. Comparve sulla rivista di cabaret Was bringt die Zeitung ? così come nel brano dello stesso anno My Dear Son e Awake and Sing! (1942). Il 5 dicembre 1943 si esibì in una declamazione di poesie di Goethe per una commemorazione di Freien Deutschen Kulturbundes (Federazioni Culturali Tedesche Libere) nel Wigmore Hall di Londra in occasione della morte di Max Reinhardt.
Nell'ultimo periodo della seconda guerra mondiale apparve davanti alla telecamera; nel frattempo aveva cambiato il suo nome da Lilli a Lily per anglicizzarlo. Fino agli anni Cinquanta era un'attrice molto richiesta per ruoli secondari in film di intrattenimento di spicco, tra cui inizialmente una striscia di propaganta antinazista. Lily Kann ricoprì l'intera gamma di ruoli dei classici charge (parti di mezzo carattere): una contadina in The Flemish Farm, una baronessa in Die Schwindlerin, una concierge in Ihr letzter Tanz, la regina Carlotta in Mrs. Fitzherbert e una donna delle pulizie nella produzione internazionale di Fünf Mädchen und ein Mann. Si esibì in due spettacoli in Europa derivati da produzioni statunitensi poco dopo la fine della seconda guerra mondiale: come locandiera nella turbolenta commedia Ero uno sposo di guerra  con Cary Grant  diretta da Howard Hawks e come nonna nel drammatico Verraten con Clark Gable.
Dalla metà degli anni Cinquanta fu anche impegnata a lavorare intensamente nella televisione britannica.

## Filmografia

### Cinema
- Missione eroica (The Flemish Farm), regia di Jeffrey Dell (1943)
- Escape to Danger, regia di Lance Comfort e Victor Hanbury (1943)
- L'amante della morte (Latin Quarter), regia di Vernon Sewell (1945)
- L'amore che ti ho dato (Woman to Woman), regia di Maclean Rogers (1947)
- The Woman in the Hall, regia di Jack Lee (1947)
- La strada di ognuno (The White Unicorn), regia di Bernard Knowles (1947)
- Un grande amore di Giorgio IV (Mrs. Fitzherbert), regia di Montgomery Tully (1947)
- Now Barabbas, regia di Gordon Parry (1949)
- Ero uno sposo di guerra (I Was a Male War Bride), regia di Howard Hawks (1949) - non accreditata
- Il terzo uomo (The Third Man), regia di  Carol Reed (1949) - non accreditata
- Cielo tempestoso (The Clouded Yellow), regia di Ralph Thomas (1950)
- Passaporto per l'oriente (A Tale of Five Cities), regia collettiva (1951)
- Flesh and Blood, regia di Anthony Kimmins (1951)
- Street Corner, regia di Muriel Box (1953)
- C'era una volta... (Twice Upon a Time), regia di Emeric Pressburger (1953)
- Background, regia di Daniel Birt (1953)
- A Day to Remember, regia di Ralph Thomas (1953)
- Eight O'Clock Walk, regia di Lance Comfort (1954)
- Trafficanti d'oro (Beautiful Stranger), regia di David Miller (1954)
- Controspionaggio (Betrayed), regia di Gottfried Reinhardt (1954)
- Domani splenderà il sole (A Kid for Two Farthings), regia di Carol Reed (1955) - non accreditata
- Spionaggio internazionale (Foreign Intrigue), regia di Sheldon Reynolds (1956)
- Psycus (Cat Girl), regia di Alfred Shaughnessy (1957)
- Senza domani (Nowhere to Go), regia di Seth Holt (1958) - non accreditata
- No Trees in the Street, regia di J. Lee Thompson (1959)
- Whirlpool, regia di Lewis Allen (1959)
- La casa dei sette falchi (The House of the Seven Hawks), regia di Richard Thorpe (1959)
- The Long Shadow, regia di Peter Maxwell (1961)

### Televisione
- Happy and Glorious – serie TV, episodio 1x01 (1952)
- Victoria of England, regia sconosciuta – film TV (1953)
- BBC Sunday-Night Theatre – serie TV, episodi 5x28-9x19 (1954, 1958)
- Douglas Fairbanks, Jr., Presents – serie TV, 5 episodi (1954-1956)
- London Playhouse – serie TV, episodio 1x14 (1955)
- Colonnello March (Colonel March of Scotland Yard) – serie TV, episodio 1x01 (1956)
- ITV Television Playhouse – serie TV, episodio 1x34 (1956)
- Wire Service – serie TV, episodio 1x30 (1957)
- Television World Theatre – serie TV, episodio 1x04 (1958)
- Background, regia di Campbell Logan – film TV (1958)
- Jo's Boys – miniserie TV, 7 puntate (1959)
- This Desirable Residence, regia sconosciuta – film TV (1959)
- The Wanderer – serie TV, episodio 1x01 (1959)
- The Four Just Men – serie TV, episodio 1x10 (1959)
- Knight Errant Limited – serie TV, episodio 1x12 (1959)
- Rendezvous – serie TV, episodio 1x21 (1959)
- Somerset Maugham Hour – serie TV, episodio 1x07 (1960)
- Saturday Playhouse – serie TV, episodio 1x57 (1960)
- The Citadel – miniserie TV, 4 puntate (1960-1961)
- Magnolia Street – serie TV, 4 episodi (1961)
- A Matter of Conscience, regia sconosciuta – film TV (1962)
- Festival – serie TV, episodio 1x03 (1963)
- Theatre 625 – serie TV, episodio 3x07 (1965)